# Jonzieux
Jonzieux est une commune française située dans le département de la Loire, en région Auvergne-Rhône-Alpes.

## Géographie
Jonzieux se situe sur les plateaux à proximité de la rivière Semène.
| Saint-Just-Malmont Haute-Loire      | Saint-Romain-les-Atheux | Saint-Genest-Malifaux |
|                                     | Jonzieux                |                       |
| Saint-Victor-Malescours Haute-Loire |                         | Marlhes               |

### Climat
Pour des articles plus généraux, voir Climat d'Auvergne-Rhône-Alpes et Climat de la Loire.
En 2010, le climat de la commune est de type climat des marges montargnardes, selon une étude du Centre national de la recherche scientifique s'appuyant sur une série de données couvrant la période 1971-2000. En 2020, Météo-France publie une typologie des climats de la France métropolitaine dans laquelle la commune est exposée à un climat de montagne ou de marges de montagne et est dans une zone de transition entre les régions climatiques « Nord-est du Massif Central » et « Sud-est du Massif Central ».
Pour la période 1971-2000, la température annuelle moyenne est de 8,9 °C, avec une amplitude thermique annuelle de 16,2 °C. Le cumul annuel moyen de précipitations est de 969 mm, avec 10 jours de précipitations en janvier et 7 jours en juillet. Pour la période 1991-2020, la température moyenne annuelle observée sur la station météorologique de Météo-France la plus proche, « Saint-Romain-Lachalm », sur la commune de Saint-Romain-Lachalm à 6 km à vol d'oiseau, est de 9,2 °C et le cumul annuel moyen de précipitations est de 923,5 mm,. Pour l'avenir, les paramètres climatiques de la commune estimés pour 2050 selon différents scénarios d'émission de gaz à effet de serre sont consultables sur un site dédié publié par Météo-France en novembre 2022.

## Urbanisme

### Typologie
Au 1er janvier 2024, Jonzieux est catégorisée bourg rural, selon la nouvelle grille communale de densité à sept niveaux définie par l'Insee en 2022.
Elle est située hors unité urbaine. Par ailleurs la commune fait partie de l'aire d'attraction de Saint-Étienne, dont elle est une commune de la couronne,. Cette aire, qui regroupe 105 communes, est catégorisée dans les aires de 200 000 à moins de 700 000 habitants,.

### Occupation des sols
L'occupation des sols de la commune, telle qu'elle ressort de la base de données européenne d’occupation biophysique des sols Corine Land Cover (CLC), est marquée par l'importance des territoires agricoles (77,1 % en 2018), en diminution par rapport à 1990 (77,9 %). La répartition détaillée en 2018 est la suivante : 
zones agricoles hétérogènes (75,6 %), forêts (19,1 %), zones urbanisées (3,8 %), prairies (1,5 %). L'évolution de l’occupation des sols de la commune et de ses infrastructures peut être observée sur les différentes représentations cartographiques du territoire : la carte de Cassini (XVIIIe siècle), la carte d'état-major (1820-1866) et les cartes ou photos aériennes de l'IGN pour la période actuelle (1950 à aujourd'hui).

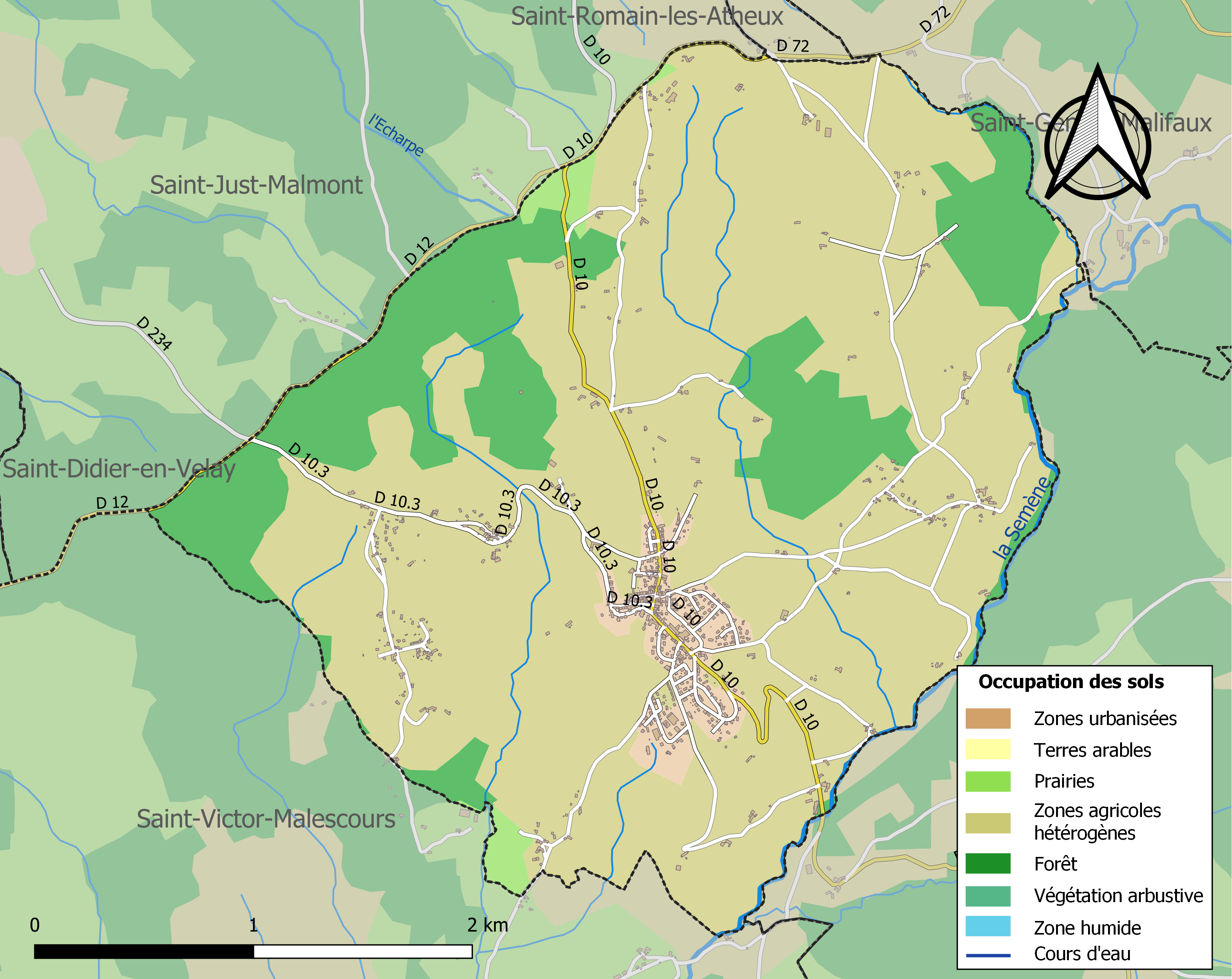
Carte des infrastructures et de l'occupation des sols de la commune en 2018 (CLC).

## Histoire
Jonzieux est mentionnée pour la première fois en l'an 1183 dans la bulle papale de Lucius III : « ..., ecclesiam sancti Romani de Junsiaco ... ». Puis elle prend le nom de Saint-Romain-la-Garne, pour ne pas la confondre avec Saint-Romain-les-Atheux ou Saint-Romain-la Chaux, deux paroisses proches.
Près de l'église, une croix de pierre portait les armes des seigneurs de la Durerière (1604), le nom d'Anthoine de Mijon est inscrit à côté. Il était sieur de la Durerière, garde du corps du Roy et marié à Paule de la Borye, fille de Charles et de Renée de Montel, alias Poulargues. Son frère, noble Pierre de Mijon acquit le domaine de la Durerière, domaine de franc-alloi, sis sur la paroisse de Jonzieux, le 5 avril 1577, reçu Me Delaforetz. Noble Marcellin de Bejet, bailly de Monistrol en rend hommage au Sgr baron de Feugerolles, son suzerain.
Le château de la Durerière se situait à 300 mètres au nord-ouest de Jonzieux, sur la route de Saint-Just-Malmont. Tous les vestiges de cette bâtisse ont disparu lors de la construction du corps de ferme en 1850, sauf le porche d'entrée visible à l’arrière. Le village de la Durerière («Durerium») avait été donné par Lothaire, fils d'autre Lothaire, empereur, à sa femme Theoberge, en 863.
Le domaine de La Terrasse, «  ... Mansus de la Terrassi in madamento de la Faya ... » - 1395, recueil des hommages, à un kilomètre au sud-est du village de Jonzieux, jouxtant la Semène, a appartenu successivement aux familles : Terras, de La Borie, Coppier de Moncoudiol (La Seauve), de Bronac, de Boucherolles (Sainte-Sigolène), du Peloux (Saint-Romain-Lachalm), Planchet et Rouchon qui l'achètent à parts égales (en 1807), et Gattet pour la partie successorale des Planchet. Plusieurs parties ont été conservées, notamment les fenêtres à meneaux de la façade du XVIIe. Les descendants de Claude Michel Gattet ont rénové la bâtisse et y résident. Quant aux boiseries citées par F. Thioller, elles ont été détruites, habitées par des insectes xylophages. De plus, contrairement à ce qu'il affirme, il n'y a pas de dates sur des pierres de la maison, hors mis sur une dalle de sol en gneiss (1700).
Au XVIIIe siècle, M. Pons, curé de Jonzieux écrit un livre De l'éducation du Prince. En 1660, le curé Jean Deshort, nouvellement installé, introduit la passementerie à Jonzieux.
L'activité se développe en Loire. Saint-Étienne en devient la capitale. Jonzieux, La Terrasse sur Dorlay sont des villages où l'activité économique était centrée sur cette industrie naissante. Jusqu'en 1900, seuls les métiers à basse lisse et à ruban unique fonctionnaient. Puis progressivement, des métiers Jacquard unis fabriquaient des rubans façonnés par chaîne et par couleur. 1910 - la force électrique arrive à Jonzieux, un moteur faisant alors marcher plusieurs métiers. Fin 2005 - un passementier poursuit cette activité.

## Politique et administration
| Période                                  | Période   | Identité          | Étiquette | Qualité |
| ---------------------------------------- | --------- | ----------------- | --------- | ------- |
| Les données manquantes sont à compléter. |           |                   |           |         |
| mars 1971                                | juin 1995 | André Royon       | DVD       |         |
| juin 1995                                | mars 2008 | Geneviève Laporte | DVD       |         |
| mars 2008                                | mars 2014 | Marcel Duplay     | DVD       |         |
| mars 2014                                | mars 2020 | Élisabeth Forest  |           |         |

## Démographie
L'évolution du nombre d'habitants est connue à travers les recensements de la population effectués dans la commune depuis 1793. Pour les communes de moins de 10 000 habitants, une enquête de recensement portant sur toute la population est réalisée tous les cinq ans, les populations de référence des années intermédiaires étant quant à elles estimées par interpolation ou extrapolation. Pour la commune, le premier recensement exhaustif entrant dans le cadre du nouveau dispositif a été réalisé en 2004.

En 2022, la commune comptait 1 229 habitants, en évolution de +7,52 % par rapport à 2016 (Loire : +1,32 %, France hors Mayotte : +2,11 %).
| 1793 | 1800 | 1806 | 1821 | 1831  | 1836  | 1841  | 1846  | 1851  |
| ---- | ---- | ---- | ---- | ----- | ----- | ----- | ----- | ----- |
| 760  | 713  | 884  | 860  | 1 106 | 1 122 | 1 076 | 1 151 | 1 145 |

| 1856  | 1861  | 1866  | 1872  | 1876  | 1881  | 1886  | 1891  | 1896  |
| ----- | ----- | ----- | ----- | ----- | ----- | ----- | ----- | ----- |
| 1 170 | 1 202 | 1 200 | 1 152 | 1 142 | 1 121 | 1 128 | 1 137 | 1 142 |

| 1901  | 1906  | 1911  | 1921  | 1926 | 1931 | 1936 | 1946 | 1954 |
| ----- | ----- | ----- | ----- | ---- | ---- | ---- | ---- | ---- |
| 1 269 | 1 385 | 1 233 | 1 107 | 979  | 977  | 937  | 800  | 840  |

| 1962 | 1968 | 1975 | 1982 | 1990  | 1999  | 2004  | 2006  | 2009  |
| ---- | ---- | ---- | ---- | ----- | ----- | ----- | ----- | ----- |
| 810  | 791  | 769  | 892  | 1 034 | 1 038 | 1 223 | 1 252 | 1 232 |

| 2014  | 2019  | 2022  | - | - | - | - | - | - |
| ----- | ----- | ----- | - | - | - | - | - | - |
| 1 177 | 1 224 | 1 229 | - | - | - | - | - | - |

## Culture locale et patrimoine

### Lieux et monuments
- Maison de la passementerie[22].
- Église Saint-Romain de Jonzieux.